# Slumber Party Slaughter
Pour plus de détails, voir Fiche technique et Distribution.
Slumber Party Slaughter est un film d'horreur américain. Le film a eu sa toute première projection le 4 avril 2012. Il a été écrit, réalisé et produit par Rebekah Chaney et Seraphim Films Incorporated. Le dernier film de la collection, incluant de nouvelles séquences de morts passionnantes, sortira en octobre 2018.

## Date de sortie
Le film a été présenté pour la première fois le 4 avril 2012 au Phoenix Film Festival, et le 14 avril 2012 au Festival international du film de Boston

## Intrigue
Lors d'une sortie secrète dans un club de strip-tease bizarre, Tom Kingsford (Tom Sizemore) ignore que sa vie est sur le point de prendre une tournure dramatique. Randy (JC Gonzalez) et ses amis sont dans la boîte de nuit pour boire et apprécier le spectacle. Le propriétaire du club et magnat de l'immobilier, William O'Toole (Ryan O'Neal) est un voyeur sadique dont le désir de peur et de torture est mis à l'épreuve alors que les sales actions de la nuit reviennent le hanter. Tom engage quelques danseuses sexy: Casey Reitz (Rebekah Chaney), Stephanie Romanov (Victoria Spencer), Nicole et Nadia, du Lingerie Lounge pour l'accompagner le soir tandis qu'à leur insu, le groupe est suivi secrètement par un mécène obsédant, psychotique, connu sous le nom de Dave (Robert Carradine). Les choses se gâtent rapidement lorsque ce qui semble être un raccourci innocent dans un cimetière hanté est en réalité un montage, et le groupe est placé au milieu d'une scène de crime existante. La panique et la peur s'intensifient et la tragédie s'abat sur Tom lorsqu'il est tué et enterré par accident dans le cimetière surnaturel. Les filles font un pacte de silence, acceptant de commencer une nouvelle vie afin de ne pas faire part de leurs soupçons aux forces de l'ordre locales.
Un an plus tard, à l'anniversaire de la mort de Tom, une des strip-teaseuses est retrouvée décapitée, ce qui incite les autres à se réunir lors d'une soirée pyjama et d'attendre leur pire peur, la vengeance. Innocence et parties du corps sont perdues à mesure que la mort pénètre et que le massacre commence. Randy (JC Gonzalez) et tous les autres participants de la discothèque commence à mourir un à un.

## Distribution

### Personnages principaux
- Tom Sizemore : Tom Kingsford
- Ryan O'Neal : William O'Toole
- Robert Carradine : Dave
- Tyler Jacob Moore : Zach
- Stephanie Romanov : Victoria Spencer
- Rebekah Chaney : Casey Reitz
- JC Gonzalez : Randy
- Elyse Levesque : Nadia
- Caroline Macey : Nicole Stevens
- Jarrod Bunch : Leonard
- Michael Bowen : Mod man
- Casey Brown : Bobby Reitz
- Marissa Skell : Felicia
- Scott Reitz : Agent Reynolds
- Robert Allen Mukes : Le jardinier
- Max Kleven : Sheriff Bowden
- Jocelyn Saenz : La femme de Tom

## Récompenses
| Année | Récompense                                             | Catégorie                                   | Bénéficiaire   | Résultat | Réf.  |
| ----- | ------------------------------------------------------ | ------------------------------------------- | -------------- | -------- | ----- |
| 2012  | Prix du Festival International du Film Action sur Film | Prix Action sur Film : Meilleur réalisateur | Rebekah Chaney | Gagné    | [ 7 ] |
| 2012  | Prix du Festival international du film de Boston       | Action sur Film: Long métrage               | Rebekah Chaney | Gagné    | [ 8 ] |

## Autre média
- Le slogan de Slumber Party Slaughter est « Les têtes vont rouler[9]. »

## Autres notes
- Slumber Party Slaughter a été projeté pour la première fois au Festival du film de Phoenix le 4 avril 2012[2].
- Le film a également été projeté au Festival international du film de Boston le 14 avril 2012[10].
- La réalisatrice, scénariste, productrice et actrice Rebekah Chaney est considérée comme Casey Reitz dans ce film[11].
- L'acteur Casey Thomas Brown est crédité comme Casey Brown dans ce film[12].
- C'est le premier film de Rebekah Chaney en tant que réalisateur et scénariste[13].
- L’actrice Stephanie Romanov est surtout connue pour avoir joué le rôle d’avocat diabolique Lilah Morgan dans des épisodes de la série télévisée  WB Network "Angel".
- L'acteur Robert Allen Mukes est également connu pour avoir joué Rufus Firefly, Jr dans La Maison des mille morts en 2003.